# Johannes von Weeze

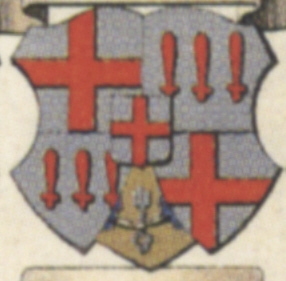
Wappen des Konstanzer Bischofs Johannes von Weeze

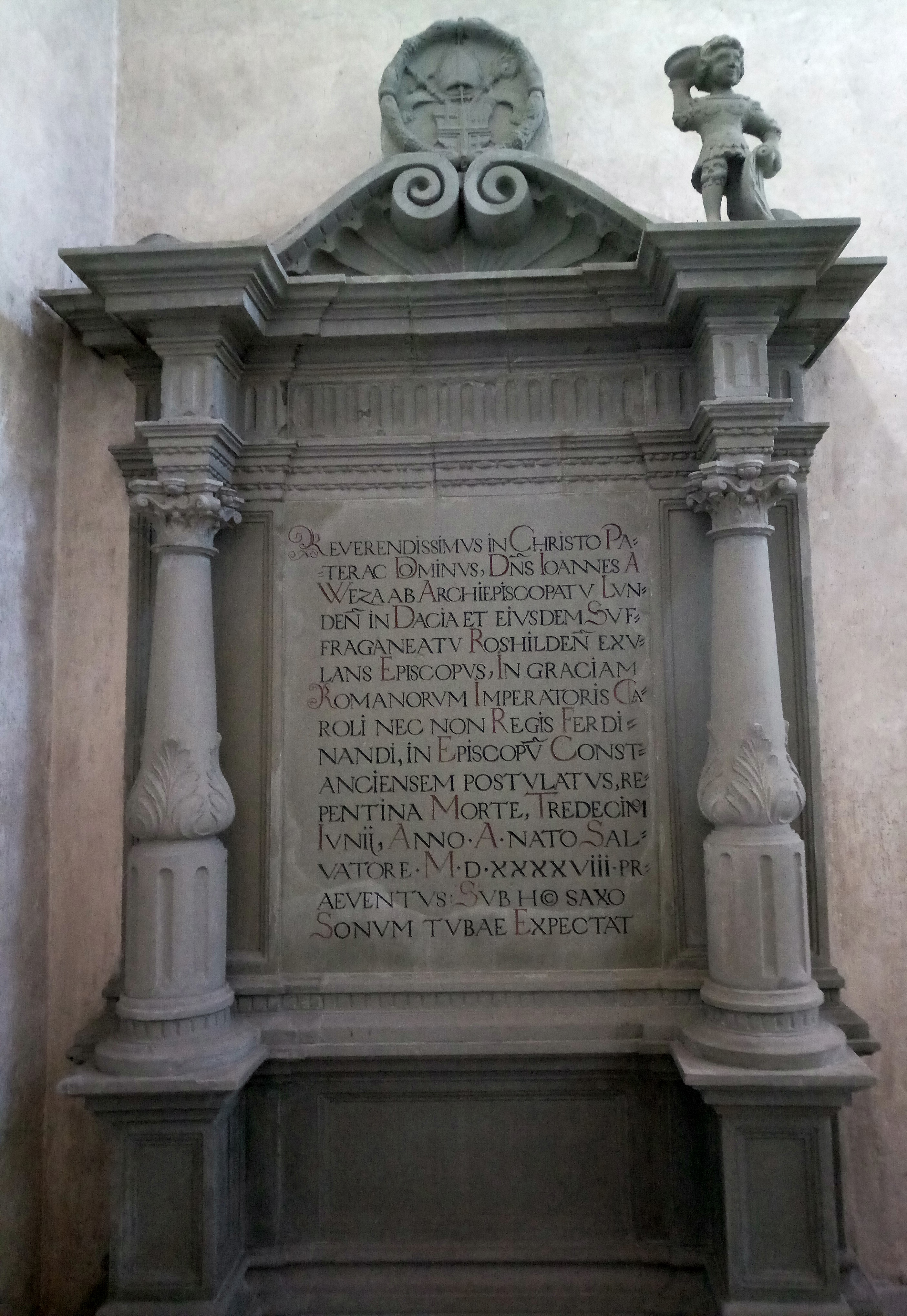
Epitaph, Münster Mittelzell, Reichenau

 Johannes von Weeze, auch Johann von Weeze, Johannes von Weza, Johannes Vesalius (Weeze),  Johannes V Edler von Weza oder Johann Wees van Zevenaar, auch Bischof Johann VI., (* 1489; † 14. Juni 1548 in Augsburg) war Kaiserlicher Orator, Erzbischof von Lund und Fürstbischof von Konstanz von 1538 bis 1548.

## Leben
Johannes von Weeze galt zur Zeit Kaiser Karls V. als bedeutendster kaiserlicher Diplomat seiner Zeit. 1513 wurde er kaiserlicher Orator, später Gesandter.
Johannes von Weeze wurde 1522 nominierter Erzbischof von Lund und 1530 Bischof  von Roskilde bzw. Seeland (1530/36).  Er war außerdem Kanoniker in Aschaffenburg.
Er wurde 1537 Administrator des Stiftlandes und folgte dort dem letzten Abt Georg III. Agmann von Waldsassen nach. Pfalzgraf Friedrich II. nutzte die Auswirkungen der Reformation, um seinen Einfluss gegenüber dem Kloster auszubauen. Johannes von Weeze konnte sich den Forderungen weitgehend entziehen, er verweigerte beispielsweise die Zahlung von pfälzischen Steuern und nahm auch nicht an den Landtagen in Amberg teil. War er als eine vom König eingesetzte einflussreiche Persönlichkeit weitgehend geschützt, musste sich sein Nachfolger und Neffe Heinrich Rudolf von Weeze den Ansprüchen der Pfalz beugen.
Bei den Friedensgesprächen von Großwardein in 1538 wirkte er als persönlicher Gesandter des Kaisers Karl V.
Johannes von Weeze wurde 1538 zum Bischof von Konstanz gewählt und am 11. Januar 1540 durch Papst Paul III. bestätigt. Im selben Jahr nominierte ihn Kaiser Karl V. zum Domdekan am Lübecker Dom. 1541 empfing er die Priesterweihe, im Mai 1542 wurde er zum Bischof geweiht. 1537 wurde Andreas Masius sein persönlicher Sekretär. Nachdem 1540 Abt Max von Knöringen seine Rechte an den Konstanzer Bischof abgetreten hatte, wurde Johannes von Weeze erster Kommendatarabt von Reichenau.
Er starb unerwartet am 14. Juni 1548 auf dem Reichstag zu Augsburg und wurde im Münster Mittelzell auf der Reichenau bestattet.